# Gare de Chou
La gare de Chou (kazakh : Шу стансасы ; russe : станция Шу) est une gare ferroviaire du Kazakhstan située à proximité du centre de la ville de Chou dans la province de l'Oblys de Djamboul.

## Situation ferroviaire

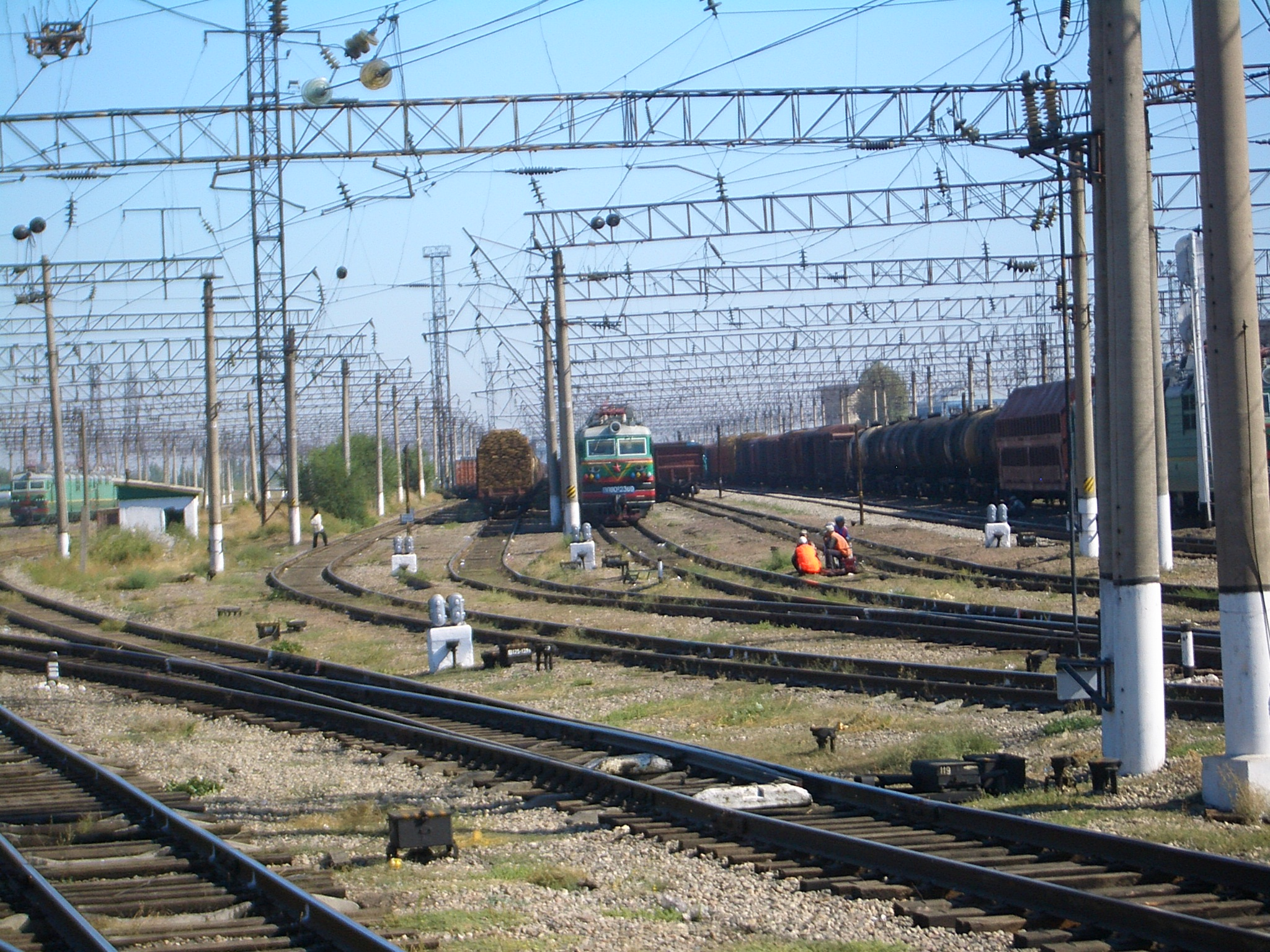
Les voies de la gare.

## Galerie de photographies

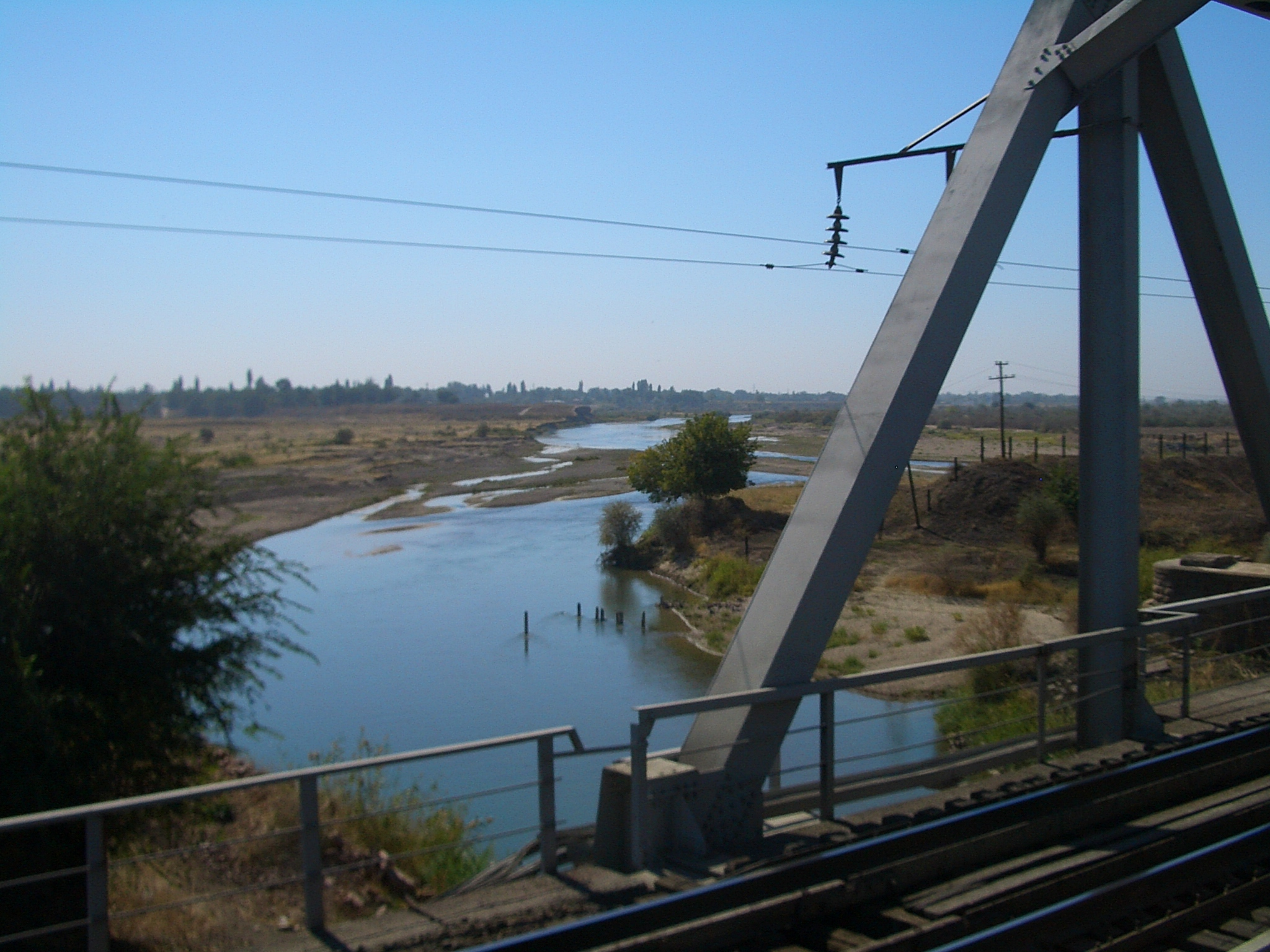
Pont sur le Tchou.
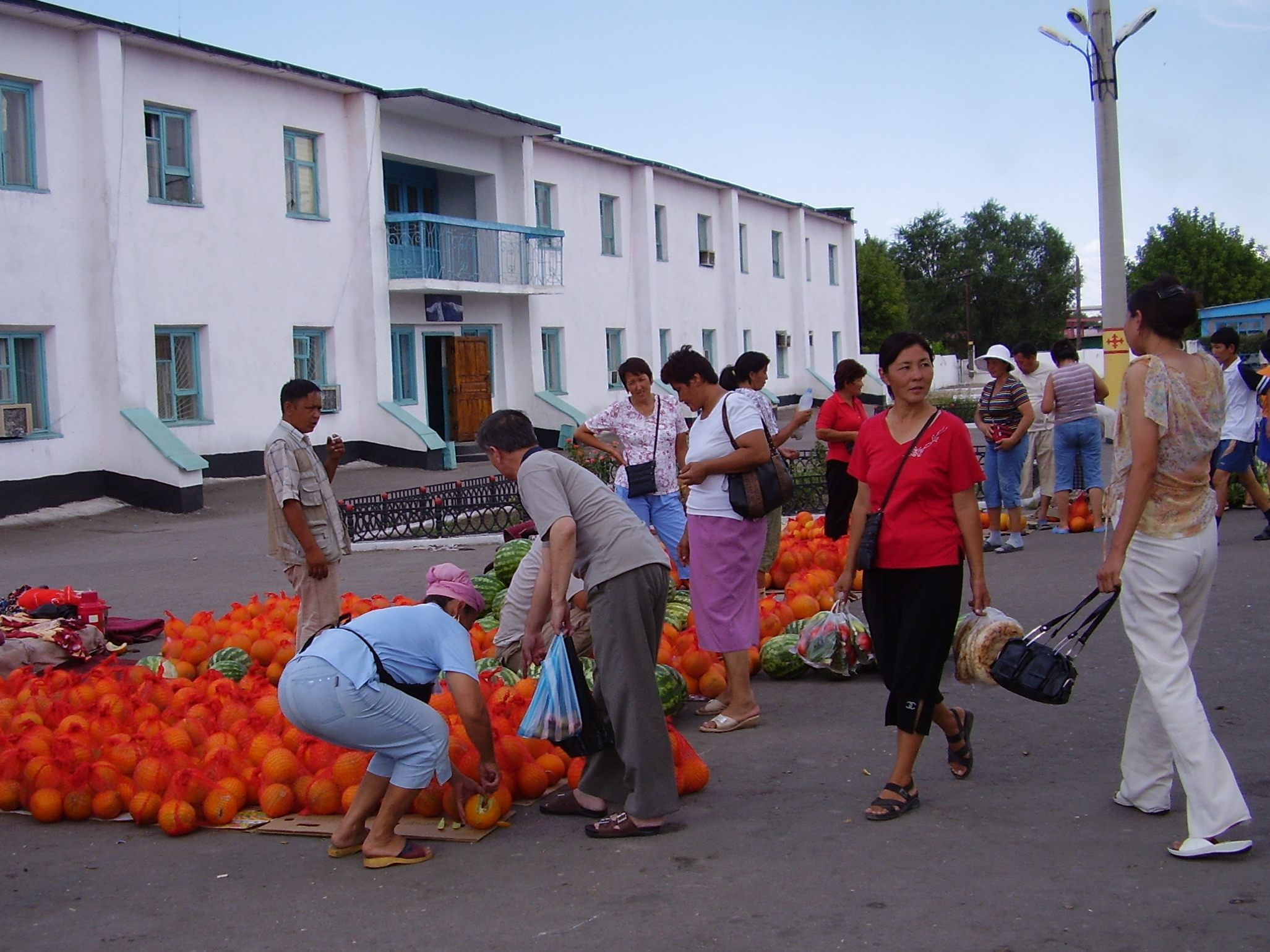
Vente de melon sur le quai de la gare de Chou.
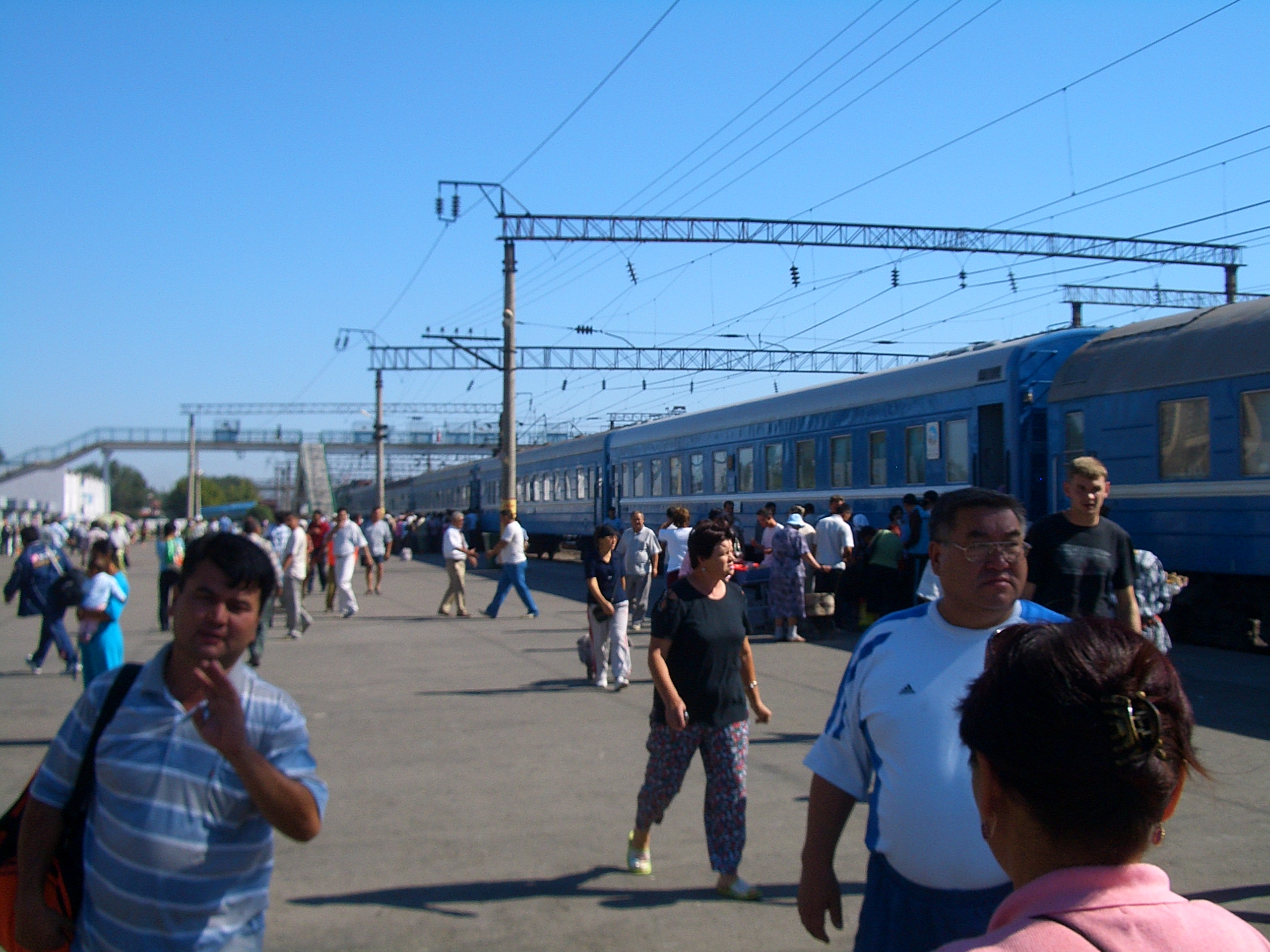
Voyageurs à la gare de Chou.
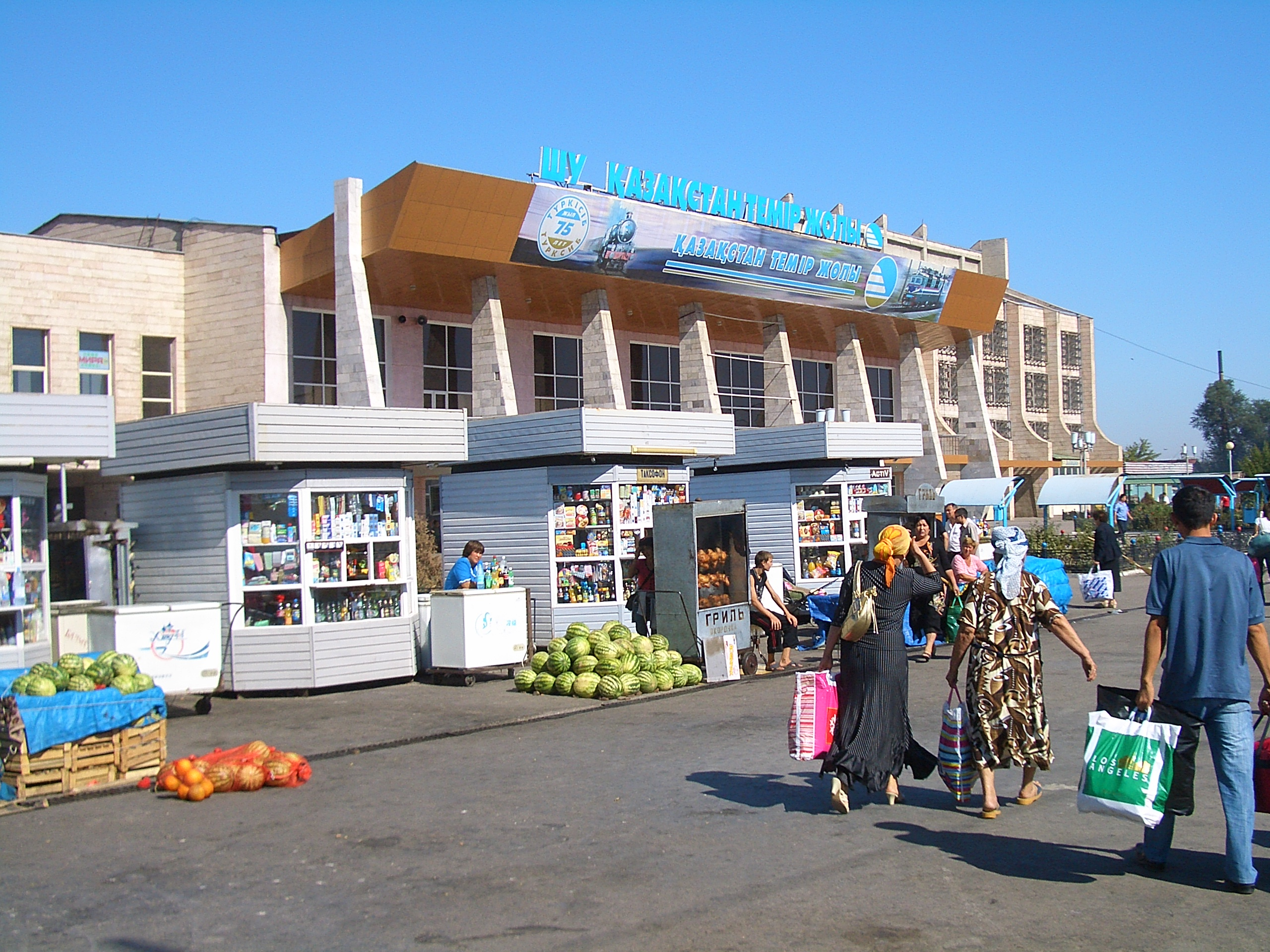
Marché devant la gare de Chou.